# Schlechtsart
Schlechtsart é um município da Alemanha localizado no distrito de Hildburghausen, estado da Turíngia.  Pertence ao Verwaltungsgemeinschaft de Heldburger Unterland.